# Señorío de Montpellier
El señorío de Montpellier fue una jurisdicción feudal del Languedoc con centro en la ciudad de Montpellier.
El obispo de Melguelh o Magalona Ricuí dio estas tierras en feudo a un caballero llamado Guiu I. Le sucedió su hijo Guillermo I (985-1025) quien recibió más tierras alrededor de la ciudad y murió sin descendencia. La herencia recayó en su sobrino Guillermo segundo, hijo de Trudgarda (hermana de Guillermo) y de Bernardo.

## Los señores de Montpellier: dinastía de los Guillermo
A la dinastía de los Guillermo (Guilhem en occitano) pertenecieron los siguientes señores de Montpellier:
- 985 - Guillermo I
- 1025 - Guillermo II
- ? - Guillermo III
- 1058 - Bernardo Guillermo IV, su hermano
- 1077 - Guillermo V
- 1124 - Guillermo VI
- 1146 - Guillermo VII
- 1172 - Guillermo VIII
- 1202 - Guillermo IX
- 1204 - María de Montpellier y Pedro II de Aragón, unión dinástica entre la casa de Montpellier y la casa de Aragón, que dio lugar a la dinastía Aragonesa-Mallorquina

## Dinastía Aragonesa-Mallorquina
- 1213 - Jaime I el Conquistador, rey de Aragón
- 1276 - Jaime II, rey de Mallorca
- 1311 - Sancho I de Mallorca, rey de Mallorca
- 1324 - Jaime III de Mallorca, su sobrino, rey de Mallorca. En 1349, vende el señorío al rey Felipe VI. Montpellier se convierte en posesión de la Corona de Francia.